# クリス・ロバーツ
クリストファー・エリック・ロバーツ（Christopher Eric "Chris" Roberts, 1971年6月25日 - ）は、アメリカ合衆国フロリダ州出身の元プロ野球選手（投手）。

## 来歴・人物
1992年のバルセロナオリンピックに野球アメリカ合衆国代表として出場した。1992年のMLBドラフトで全体の18巡目にニューヨーク・メッツから指名を受け入団。傘下のマイナーリーグでプレー。
1998年にオークランド・アスレチックスへ移籍。シーズン途中に、独立リーグであるアトランティックリーグのニューバーグ・ブラックダイヤモンズに移籍。
1999年は、コロラド・ロッキーズの傘下でプレー。メジャー昇格は果たせなかった。
2000年には千葉ロッテマリーンズへ入団。4月29日の対西武ライオンズ戦で先発登板し初勝利を挙げた。その後は中継ぎを中心に31試合に登板したが、被安打や与四死球が多く防御率5.64と振るわず、この年限りで退団した。
2001年はミルウォーキー・ブルワーズの傘下でプレー。シーズン途中、アトランティックリーグのカムデン・リバーシャークスに移籍。
日本球界では珍しい左投げ右打ちの選手であった。

## 詳細情報

### 年度別投手成績
| 年 度     | 球 団     | 登 板 | 先 発 | 完 投 | 完 封 | 無 四 球 | 勝 利 | 敗 戦 | セ 丨 ブ | ホ 丨 ル ド | 勝 率 | 打 者 | 投 球 回 | 被 安 打 | 被 本 塁 打 | 与 四 球 | 敬 遠 | 与 死 球 | 奪 三 振 | 暴 投 | ボ 丨 ク | 失 点 | 自 責 点 | 防 御 率 | W H I P |
| --------- | --------- | ----- | ----- | ----- | ----- | -------- | ----- | ----- | -------- | ----------- | ----- | ----- | -------- | -------- | ----------- | -------- | ----- | -------- | -------- | ----- | -------- | ----- | -------- | -------- | ------- |
| 2000      | ロッテ    | 31    | 13    | 1     | 0     | 0        | 3     | 5     | 0        | --          | .375  | 461   | 95.2     | 118      | 10          | 64       | 0     | 6        | 53       | 2     | 0        | 64    | 60       | 5.64     | 1.90    |
| 通算：1年 | 通算：1年 | 31    | 13    | 1     | 0     | 0        | 3     | 5     | 0        | --          | .375  | 461   | 95.2     | 118      | 10          | 64       | 0     | 6        | 53       | 2     | 0        | 64    | 60       | 5.64     | 1.90    |

### 記録

#### NPB
初記録
- 初登板：2000年4月1日、対福岡ダイエーホークス1回戦（福岡ドーム）、7回裏に3番手で救援登板、1回1/3を無失点
- 初奪三振：2000年4月9日、対大阪近鉄バファローズ3回戦（大阪ドーム）、7回裏にタフィ・ローズから
- 初先発・初勝利・初先発勝利：2000年4月29日、対西武ライオンズ4回戦（西武ドーム）、7回無失点
- 初完投：2000年8月11日、対西武ライオンズ20回戦（西武ドーム）、8回3失点で敗戦投手

### 背番号
- 35（2000年）